# Liste der Biografien/Koru
Liste der Biografien |
Portal Biografien |
Personensuche
# |
A |
B |
C |
D |
E |
F |
G |
H |
I |
J |
K |
L |
M |
N |
O |
P |
Q |
R |
S |
T |
U |
V |
W |
X |
Y |
Z |
?
 
Ka |
Kb |
Kc |
Kd |
Ke |
Kf |
Kg |
Kh |
Ki |
Kj |
Kl |
Km |
Kn |
Ko |
Kp |
Kr |
Ks |
Kt |
Ku |
Kv |
Kw |
Ky |
Kx |
Kz
 
Koa |
Kob |
Koc |
Kod |
Koe |
Kof |
Kog |
Koh |
Koi |
Koj |
Kok |
Kol |
Kom |
Kon |
Koo |
Kop |
Kor |
Kos |
Kot |
Kou |
Kov |
Kow |
Kox |
Koy |
Koz
 
Kora |
Korb |
Korc |
Kord |
Kore |
Korf |
Korg |
Korh |
Kori |
Korj |
Kork |
Korl |
Korm |
Korn |
Koro |
Korp |
Korr |
Kors |
Kort |
Koru |
Korv |
Korw |
Kory |
Korz
Die Liste der Biografien führt alle Personen auf, die in der deutschsprachigen Wikipedia einen Artikel haben. Dieses ist eine Teilliste mit 15 Einträgen von Personen, deren Namen mit den Buchstaben „Koru“ beginnt.

## Koru
- Koru, Fehmi (* 1950), türkischer Kolumnist

### Korub
- Korubeyi, Emir (* 1990), türkischer Fußballtorhüter

### Koruk
- Koruk, Serhat (* 1996), deutsch-türkischer Fußballspieler
- Korukır, Engin (* 1958), türkischer Fußballtrainer

### Korum
- Korum, Michael Felix (1840–1921), deutscher Geistlicher, Bischof von Trier

### Korun
- Korun, Alev (* 1969), österreichische Politikerin (GRÜNE), Landtagsabgeordnete, Abgeordnete zum Nationalrat
- Korun, Barbara (* 1963), slowenische Lyrikerin
- Korunka, Christian (* 1959), österreichischer Psychologe, Psychotherapeut und Professor für Arbeits- und Organisationspsychologie an der Universität Wien
- Korunka, Václav (* 1965), tschechischer Skilangläufer

### Korup
- Korupp, Bernhard (1927–2006), deutscher Politiker (LDPD)
- Korupp, Reimund (1954–2013), deutscher Cellist

### Korur
- Korur, Ahmet Salih (1905–1966), türkischer Bürokrat

### Korus
- Korus, Leonhard (* 2002), deutscher Eishockeyspieler

### Korut
- Korutürk, Fahri (1903–1987), türkischer Politiker und AdmiralFahri Korutürk (1903–1987)

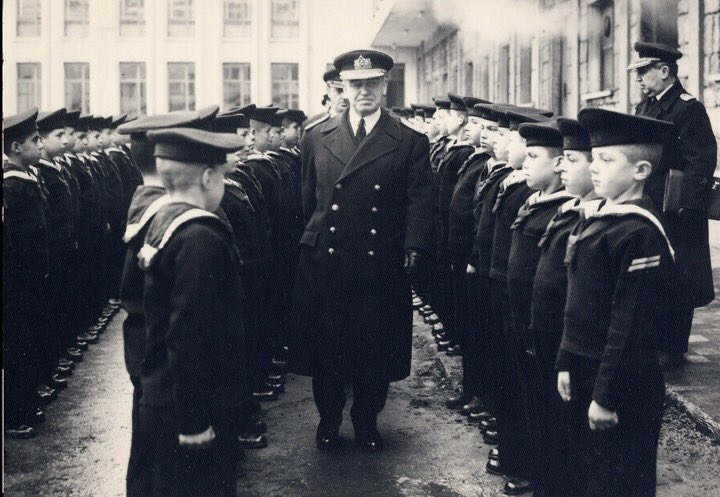
Fahri Korutürk (1903–1987)

- Korutürk, Zergün (* 1948), türkische Diplomatin